# 渡辺幸庵
渡辺 幸庵（わたなべ こうあん、天正10年（1582年） - 宝永8年（1711年））は、安土桃山時代から江戸時代初期にかけての武将。諱は茂、通称は久三郎、号は幸庵。柳生新陰流を修めた剣客ともいわれる。ただし、これらは事実と異なる可能性がある（後述）。

## 生涯
天正10年（1582年）、摂津国にて誕生。
はじめ徳川氏に仕えて駿河国に入り出仕。関ヶ原の戦いの際は徳川秀忠の下で大番頭を務め、以後、慶長18年（1613年）に伏見城番、元和5年（1618年）に駿府城番、寛永2年（1625年）に二条城番に当った。江戸幕府2代将軍・徳川秀忠の代になり、その子・徳川忠長の傅役に選ばれるも、寛永10年（1633年）に忠長が領地没収の上、切腹させられた後は浪人となった。
以後は幸庵と名乗り、諸国巡礼の旅に出て、中国・天竺・ベトナム・タイを40年ほど放浪。帰国してさらに30年後の宝永6年（1709年）に加賀藩主・前田綱紀の元へ身を寄せ、旅の経験を加賀藩士・杉木義隣に『渡辺幸庵対話』という本にまとめさせる。その中で「島原の乱のおりは板倉重昌が討たれた現場にいてその遺骸を担いで逃げた」「ベトナムとタイの間には砂漠があり、風の力で進む舟で移動する」「ミイラ採りと出会った」などの証言を残している。また、本の中で上泉信綱と同世代で細川忠興の客人である竹村武蔵という剣客にふれる記述があり、柳生宗矩との比較として、「但馬（宗矩）にくらぶれば、碁にていえば井目（せいもく）も武蔵強し」と竹村武蔵の方が実力は上と評している。
宝永8年（1711年）、130歳で死去。
『渡辺幸庵対話』は『史籍集覧』第16巻所収。

## 寛政重修諸家譜との矛盾
なお、130歳などという高齢は考え難く、話の内容に荒唐無稽なものや当時の世相に反したものも多く、以下に述べる『寛政重修諸家譜』内の「渡邊茂」の記述と矛盾する点が多々あるため、架空の人物、または渡邊茂を偽称した別人ではないかとする説もある。
『寛政重修諸家譜』における「渡邊茂」の記述は、『渡辺幸庵対話』における幸庵の申告と以下の点で大きく異なる。
- 近江国にて七千石を知行し、寛永13年(1636年)に致仕している。「徳川忠長切腹時に浪人した」とする記述はない。
- 寛永15年(1638年)正月四日に88歳にて死去している。法名玄心。その墓所は泉岳寺にあり、茂の代々の子孫もその地を葬地としている（余談であるが、茂の曾孫に当たる渡邊保(やすし)は、柳生三厳（十兵衛）の娘を妻に娶っている）
- 没年から逆算すると生年は天文20年(1551年)となり、幸庵が述べた生年である天正10年（1582年）より30年以上前になる。
- 渡邊茂の通称は、新蔵、または久左衛門であり、久三郎という呼称を用いたとする記述はない。また「幸庵」を名乗ったとする記述もない。
- 大番となったのは慶長10年(1605年)である。また、伏見城番となったとする記述はない。
- 「姉川をよび三方原長篠小田原関原等の役に供奉し軍功あり」という記述はあるが、島原の乱に参陣したという記述はない。

『諸家譜』と『対話』で生没年が全く異なることや戦功・経歴の差異、海外から帰国したと称したにもかかわらず、渡邊家に一切の咎めがないこと（当時、海外へ出た日本人の帰国は禁じられている）、また、柳生宗矩の弟子を自称しているが、諸家譜の記述に従えば、元亀2年(1571年)生まれで、20歳以上年下の宗矩に弟子入りしたかどうか疑問であるといった点により、「渡辺幸庵」と「渡邊茂」を同一人物とするには問題があると言える。

## 小説
- 司馬遼太郎が『渡辺幸庵対話』の記述を元に、竹村武蔵を宮本武蔵のこととして短編小説『真説宮本武蔵』を創作している（ただし宮本武蔵は上泉信綱が死去した7年後に誕生しており世代は異なる）。